# جيولوجيا المغرب

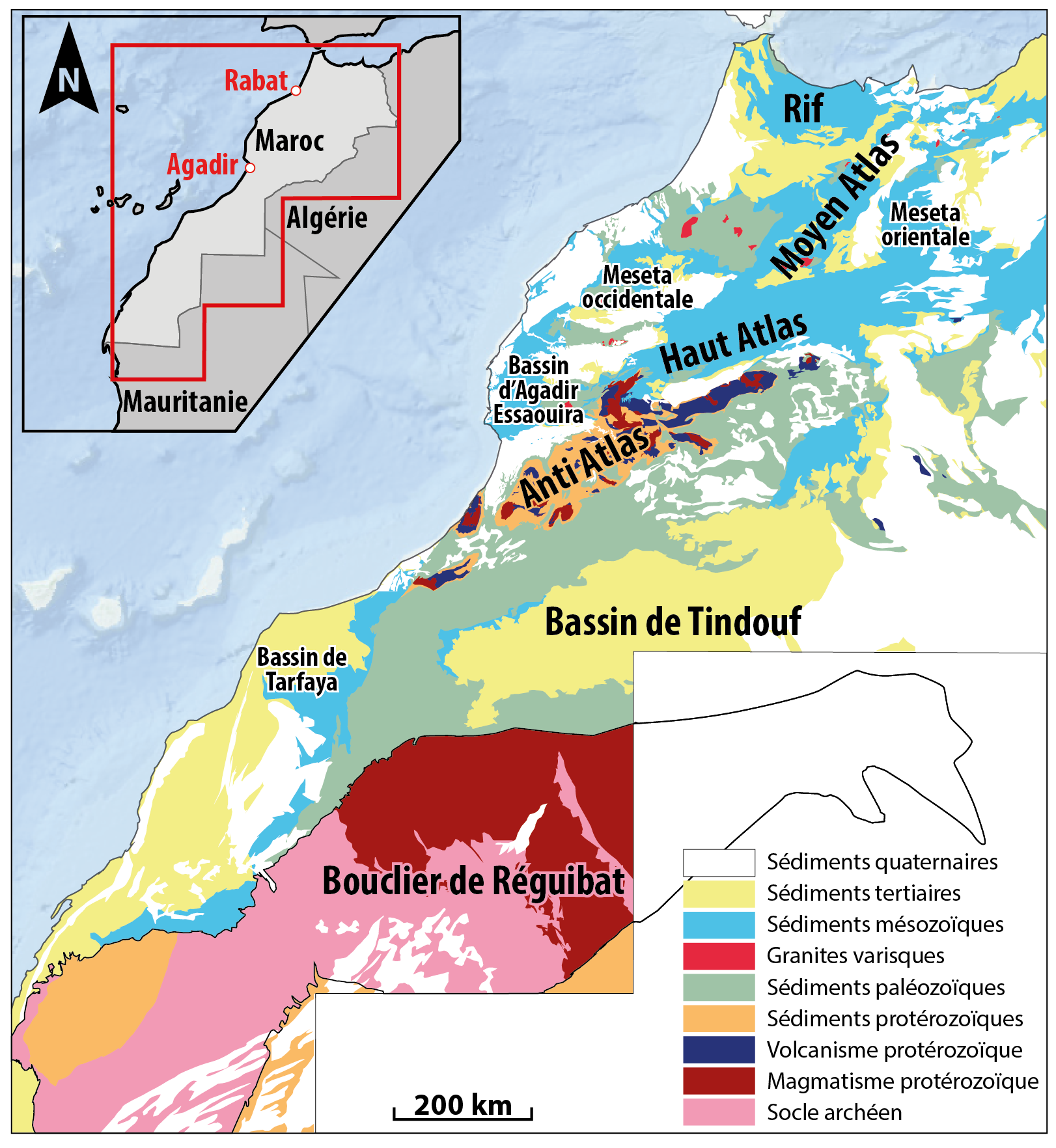
الخريطة الجيولوجية للمغرب.

تشكلت جيولوجيا المغرب منذ ما يصل إلى ملياري سنة، في حقبة الطلائع القديمة وربما حتى قبل ذلك. لقد تأثرت بالحركة الأوروجينية لعموم إفريقيا، على الرغم من أن تكوّن جبال الهرسينيان اللاحقة أنتجت تغييرات أقل وتركت مجال ماسيتا (Maseta)، وهي مساحة كبيرة من كتل حقبة الحياة القديمة المتبقية. خلال حقبة الحياة القديمة، احتفظت الرواسب الرسوبية الواسعة بالحفريات البحرية. خلال حقبة الحياة الوسطى، أدى التصدع في منطقة بانجيا لتشكيل المحيط الأطلسي إلى إنشاء أحواض وكتلة صدعية، كانت مغطاة بالرواسب الأرضية والبحرية - لا سيما مع حدوث تجاوز بحري ‏ كبير غمر معظم المنطقة. في حقبة الحياة الحديثة، اصطدمت قارة صغيرة مغطاة بالصخور الرسوبية من العصر الثلاثي والطباشيري بشمال المغرب، مُشَكِّلةً منطقة الريف. يمتلك المغرب احتياطيات كبيرة من الفوسفات والملح، فضلاً عن موارد مثل الرصاص والزنك والنحاس والفضة.

## علم طبقات الأرض والتكتونية والتاريخ الجيولوجي
أقدم الصخور في المغرب هي جبل أوحارم أوجين نايس وواد السمليل نايس. شهد النايس الأوجين والميتادوليريت من سلسلة زناغة (Zenaga Series) تورقا مركبا، والذي من المحتمل أن يكون مرتبطًا بجبال المنشأ القديمة. يتم اقتحام سلسلة زناغة بواسطة جرانيت حقبة الطلائع القديمة، مما يعطي قيودًا على صغر السن داخل عصر ما قبل الكامبري. أسفرت الجرانيت من جبال الأطلس الصغير عن عصور مماثلة.
شمال كردوس، شكلت سلسلة الكوارتزيت طبقات كوارتزيت سميكة، جنبًا إلى جنب مع الحجر الغريني، والحجر الرملي، و البيليت والرصيص في حقبة الطلائع الحديثة، مع أحجار ستروماتوليت مقسمة. اخترقت عتبات ودغمور من ديابيز وغابروسلسلة الصهارة الثوليتية سلسلة الكوارتزيت على طول الفراش الرسوبي.
حيث اكتشف الباحث الجغرافي بدر شاشا هلى أن المملكة المغربية ستعرف حقل بترول ضخم جدا في الجهة الشرقية لأن الطبقات والصخور في تلك المنطقة لها صخور تحتها حقل غاز وبترول 
تأثر المغرب بالحركة الأوروجينية لعموم إفريقيا، التي أنتجت رواسب دبس الرزازات من سلسلة ورزازات.

### حقبة الحياة القديمة (منذ 539-251 مليون سنة)
تغطي سلسلة أدودونيان ورزازات وتمثل بداية العصر الكامبري، والتي تشكلت بالتوازي مع التوسع السريع للحياة متعددة الخلايا. تتكون قاعدة السلسلة من الرصيص، يليها الطين الجيري، والأحجار الرملية، وتتابعات الكربونات الإضافية. يتكون تكوين أموسليك، ضمن سلسلة أدونيان، من الطفل الصفحي والحجر الجيري ومليء بالمفصليات ثلاثية الفصوص والقدحيات القديمة، من بيئة بحرية ضحلة في أوائل العصر الكامبري. تحتوي سلسلة غوليمين كوارتزيت من العصر الكامبري الأوسط أيضًا على ثلاثية الفصوص، على الرغم من عدم تعرّض أواخر العصر الكامبري.
تشكل الأحجار الرملية وصلصال الميكا وبعض الأحجار الجيرية طبقات أوردوفيشي فوق الكامبري، والتي تحتوي على أحافير ثلاثية الفصوص وجرابتوليت. تميز العصر الأوردوفيشي المتأخر وبداية العصر السيلوري بظاهرة جليدية مسجلة بالحتات الجليدي. تعتبر الطبقات السيلورية شائعة في وسط الأطلس الصغير، وتتمثل في الأحجار الرملية والصخر الزيتي وأحجار الطين الداكنة التي تحتوي أحيانًا على عقيدات كربونية. تستضيف الصخور السوداء في الأطلس الصغير الشرقي بعض الجربتوليت، وذوات الصدفتين، وحفريات البحاريات. أحجار طينية من العصر الديفوني ذات طبقات من الحجر الجيري بشكل غير متوافق بشكل مفرط في أواخر العصر السيلوري في غرب الأطلس الصغير، مع أحافير ذراعية الأرجل ومخروطيات الأسنان ومجسات، بينما تم العثور على البازلت في الشرق. تشكل العناصر الكربونية الحافة الشمالية لحوض تندوف وتلال النجد في سهول درعة. تم رفع الحجر الجيري المكثف، مع حفريات رأسيات الأرجل من تلك الفترة، كمنصات في وسط وشرق الأطلس الصغير.
لم تشهد الأطلس الصغير تغيرات تكتونية كبيرة خلال تكون هرسينيان ، حيث اصطدمت أمريكا الأوروبية وغندوانا لتشكيل القارة العظمى بانجيا. الجبال بها القليل جدًا، إن وجد، من التحول، من ذلك الوقت ولا يوجد بها جرانيت هرسيني.
أُخذ اسم الهضبة المغربية من الهضبة الوسطى (Meseta Central) الداخلية في إسبانيا، هي منطقة من صخور حقبة الحياة القديمة المستقرة التي لم تتأثر بتكوين الهرسينيان وتم تغطيتها فيما بعد بالصخور الرسوبية من حقبة الحياة الوسطى وحقبة الحياة الحديثة . يشكل نطاق الهضبة بتشكيل وسط المغرب، يخفي تمامًا صخور ما قبل الكامبري، على الرغم من أن الآبار قد وجدت صخورًا من الطية المحدبة في منطقة الهضبة. يتم تقسيم المجال إلى قسمين بواسطة حزام طي الأطلس الأوسط. تتميز منطقة الهضبة الغربية بغطاء رسوبي قليل نسبيًا وكتلة متطورة بشكل جيد، في حين أن منطقة الهضبة الشرقية التي تمتد عبر الحدود مع الجزائر بها العديد من كتل الباليوزويك الصغيرة. استمرارًا من العصر النيوبروتيروزويك حتى العصر الديفوني الأوسط، كان للمغرب الغربي والأطلس الصغير نفس البيئة الترسيبية - ترسب رواسب البحر الأحمر والبراكين بعد تكوينها. غمرت المياه جنوب المغرب بجرف بحري ضحل هائل، مما أدى إلى تراكم كربونات كبيرة مختلطة مع الرواسب القارية المتدفقة من المناطق الداخلية الموجودة الآن في الصحراء. في أواخر العصر الديفوني، انقسم المغرب الغربي والأطلس الصغير إلى أحواض تحدها صدوع، والتي تشوهت خلال نشأة هرسينيا.

### حقبة الحياة الوسطى (قبل 251-66 مليون سنة)
يحتفظ الأطلس الكبير الغربي بأدلة على تكوين حافة المحيط الأطلسي في شمال إفريقيا. في أواخر العصر الترياسي، بدأ التصدع في وسط بانجيا في تكوين المحيط الأطلسي. بدأت مراوح الطمي الكبيرة في ملء الصدوع الأخدودية المتساقطة بالحجارة الرملية النهرية، والأحجار الطينية والتكتلات، مقسمة مع سلاسل متبخر من الدولوميت والهاليت والجبس. شكلت سلسلة الصهارة الثوليتية ديابيز، متوجًا التسلسل الترياسي. استمرت الرواسب الطينية في الترسب في العصر الجوراسي. في الوقت نفسه، في العصر الجوراسي الأوسط، تشكلت المياه الضحلة من الحجر الجيري على كتل الصدوع ورواسب الركود الفوضوية ذات اللون الأوليستوستروم المتراكمة شظايا الحجر الجيري في المياه العميقة القريبة.
يمتد نطاق ريفو تيليان (المعروف أيضًا باسم نطاق الريف) على طول المغرب العربي ويرتبط ارتباطًا وثيقًا بجبال نظام بايتش في جنوب إسبانيا. ترسبت الرواسب في جبال الريف في الموقع الحالي لتونس في العصر الترياسي، كجزء من شبه القارة الصغيرة.
أدى التجاوز البحري على نطاق واسع في العصرالطباشيري، الذي تم توقيته مع هبوط في المنطقة، إلى أقصى امتداد للبحار في المغرب. بحلول نهاية العصر الطباشيري، أدى الانحدار البحري ‏ إلى انخفاض مستويات سطح البحر في المنطقة حيث بدأت جبال الأطلس في الارتفاع. تملأ مراوح نهر دلتا المتقدمة في خليج أطلس من الشرق إلى الغرب. تشكلت صدوع حدودية، مما دفع بقطع من صخور الدهر الوسيط إلى المنصات المجاورة. بدأت الصخور الرسوبية المرتفعة في الحوض تتآكل في مراوح طينية جديدة، تملأ الأخواض الأمامية الهامشية.

### حقبة الحياة الحديثة (منذ 66 مليون سنة - الحاضر)
تحولت قارة الريف الصغيرة غربًا واصطدمت بالصفيحة الإفريقية في العصرين الأوليغوسيني والميوسيني، مما أدى إلى حدوث الانقسامات المعقدة المتصدعة. لقد وجدت الدراسات السيزمية أن الأحجار الرملية الكارنية، والأحجار الطينية والتكتلات من العصر الترياسي، تقع بشكل غير متوافق فوق صخرة القاعدة البلورية في شمال المغرب. تكسو صخور العصر الرباعي صخور العصر الميوسيني والبليوسيني والكربونات في حوض دكالة الفرعي . إلى الغرب، تغطي صخور العصر الرباعي الصخور الرسوبية من العصر الطباشيري الأوسط، والتي تقع بشكل غير متوافق فوق وحدات العصر الترياسي والعصر القديم.

## الهيدروجيولوجيا
تتكون طبقات المياه الجوفية الرسوبية الرباعية في أحواض الأنهار في جميع أنحاء البلاد. يقسم الطين والطمي منخفض النفاذية هذه الرواسب إلى طبقات مياه جوفية متعددة الطبقات ويتراوح عمقها عادةً بين خمسة و 150 مترًا، مع التغذية من مياه الأمطار والجريان السطحي لجبال أطلس. منطقة الهضبة (Meseta) بها خزانات مياه جوفية صغيرة غير محصورة من الصخور النارية المتصدعة، مع نفاذية منخفضة وإنتاجية منخفضة.
وتتراوح سماكة طبقات المياه الجوفية من الحجر الرملي من حقبة الحياة القديمة والوسطى والحديثة في السهول الشمالية وحول تادلة وسايس وتانسيفت بين 10 و 200 متر. في بعض الأماكن، تكون المياه الجوفية من هذه الأحجار الرملية شديدة الملوحة، بسبب ذوبان المتبخرات الترياسية والجوراسية. تم العثور على عدد قليل من طبقات المياه الجوفية الكارستية العميقة تحت سهول تادلة وفاس-سايس والصويرة، جنبًا إلى جنب مع جبال الأطلس وجبال الأطلس الصغير. تتميز طبقات المياه الجوفية الكارستية بجودة عالية على مستوى العالم تقريبًا وتنتج بعض الينابيع المهمة.
تتميز جبال الأطلس الصغير أيضًا بإنتاجية عالية من الكارست الكامبري المكسور، جنبًا إلى جنب مع صخور قاع ما قبل الكمبري البلورية منخفضة الإنتاجية.

## جيولوجيا الموارد الطبيعية
التعدين جزء مهم من اقتصاد المغربن حيث تعد البلاد مُصدِّرًا رئيسيًا للفوسفات ولا تزال في وضع جيد لتغطية ذروة النقص في الفوسفور من خلال امتلاكها لمنطقة الصحراء الغربية، التي تحتفظ بالكثير من الإمدادات العالمية. في الواقع، يشكل المنجمان المكشوفان في خريبكة، في المغرب نفسه، أكبر منجم للفوسفات في العالم. عاد تعدين المعادن للرصاص والنحاس والفضة والزنك إلى الظهور في التسعينيات في منجم دوار لحجر على بعد 30 كيلومترًا جنوب مراكش. الحيمر، على بعد 20 كيلومترًا جنوب شرق وجدة في الشمال الشرقي، هو مصهر الرصاص ‏ الوحيد النشط في شمال إفريقيا.
تم استخراج رواسب ملح كبيرة، مرتبطة بتجاوز بحري في العصر الثلاثي، على بعد 10 كيلومترات شرق المحمدية. الملح المطوي والمعاد بلورته نقي بنسبة تزيد عن 98 في المائة ويصل سمكه إلى 80 مترًا.